# هنري إس. دي فورست
هنري إس. دي فورست (بالإنجليزية: Henry S. De Forest) هو سياسي أمريكي، ولد في 16 فبراير 1847 بسكنيكتادي في الولايات المتحدة، وتوفي بنفس المكان في 13 فبراير 1917. حزبياً، نشط في الحزب الجمهوري. وقد انتخب عضو مجلس النواب الأمريكي.